# Aleuron cymographum
Aleuron cymographum là một loài bướm đêm thuộc họ Sphingidae. Nó được miêu tả bởi Rothschild và Jordan năm 1903, và được tìm thấy ở Bolivia.
Con trưởng thành bay từ at least tháng 4 đến tháng 1.
Ấu trùng có thể ăn Curatella americana và other Dilleniaceae.